# Portalegre, Bồ Đào Nha
Portalegre là một huyện thuộc tỉnh Portalegre, Bồ Đào Nha. Huyện này có diện tích 448 km², dân số thời điểm năm 2001 là 25980 người.